# Gustav Ginzel

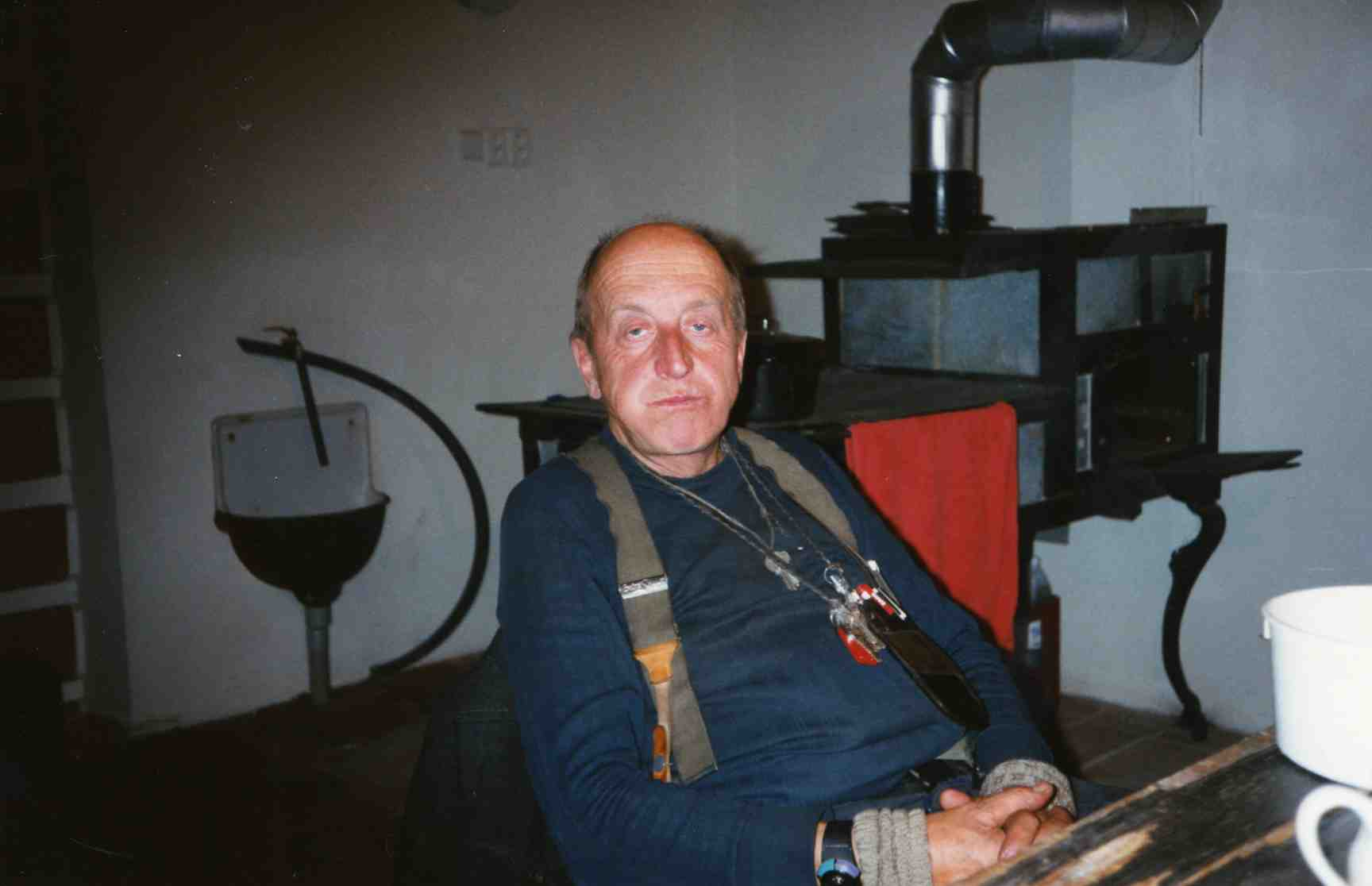
Gustav Ginzel (2007)

Gustav Ginzel (* 28. Februar 1932 in Reichenberg, Tschechoslowakei; † 28. November 2008 in Kempten (Allgäu)) war Geologe, Bergsteiger, Bergführer, Skiläufer, Höhlenforscher, Naturschützer, Buchautor, Lebenskünstler und Naturfotograf. Er kaufte ein verfallendes, als Stall genutztes Wohnhaus (Jizerka/Klein-Iser 8), schwemmte mittels eines umgeleiteten Bächleins zentnerweise den Mist aus dem Gebäude und machte es so zum berühmten Misthaus.

## Leben
Der einer deutschböhmischen Familie entstammende Ginzel war deutscher und tschechoslowakischer Staatsbürger. Er wuchs in einer neunköpfigen Familie auf. Nach dem Zweiten Weltkrieg konnte die Familie in der Tschechoslowakei verbleiben, da sein Vater ein technischer Spezialist für Textilmaschinen war. Die Aufnahme eines Direktstudiums blieb ihm als Deutscher verwehrt, sodass er sich seine Kenntnisse im Fernstudium und autodidaktisch aneignete.
1968 organisierte Gustav Ginzel mit Freunden eine internationale Expedition, an der unter anderem auch Georg Renner aus der DDR teilnahm, in den Ostsajan (Sibirien). 1969 war er Teilnehmer einer vulkanologischen Expedition zum Stromboli. Aus politischen Gründen durfte er im Jahre 1970 nicht mit nach Südamerika reisen. Alle Mitglieder dieser Anden-Expedition starben am Huascarán in Peru durch eine große Eislawine, die durch ein Erdbeben ausgelöst wurde und dort den Ort Yungay völlig auslöschte. Ginzel war von diesem Ereignis sehr betroffen und sorgte für regelmäßiges Gedenken. Er war Hauptorganisator des jährlich stattfindenden Isergebirgslaufes („Jizerská Padesatka“), der seitdem den Verunglückten gewidmet ist.
1972 nahm Ginzel an der erfolgreichen polnisch-tschechischen Cotopaxi-Expedition teil. Von 1973 bis 1975 bereiste er die Sahara. Zwischen 1990 und 1995 war er ohne Unterlass auf Reisen, u. a. in Nepal, Neuseeland und Australien. Genau zu dem Zeitpunkt, als er den Ayers Rock, den heiligen Berg der Aborigines, bestieg, brannte sein Haus mit seinen nicht nur ideell wertvollen Sammlungen und seinem gesamten Bildarchiv, vermutlich durch Brandstiftung, ab.

### Misthaus

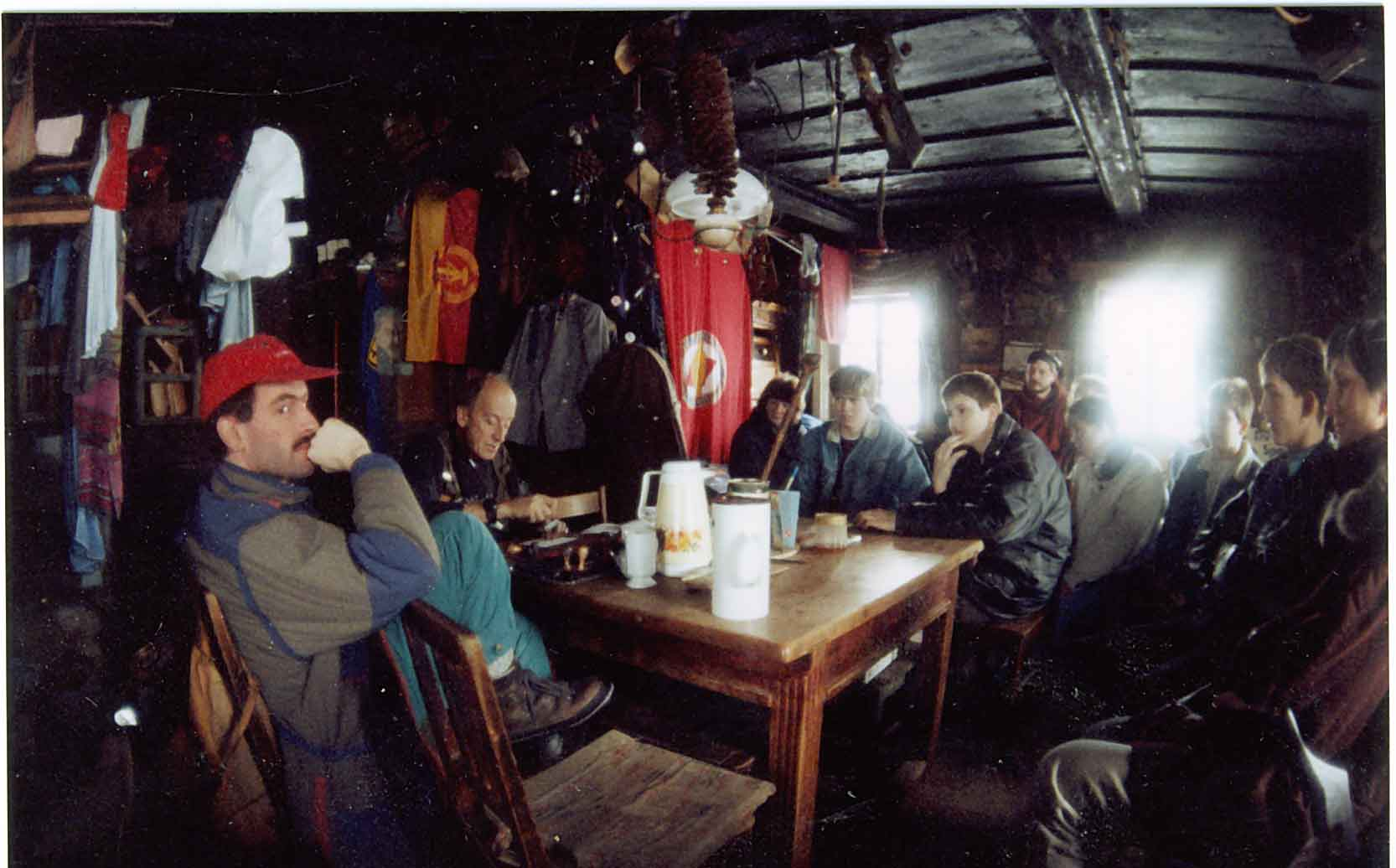
Ginzel stempelt Karten im Wohnzimmer des Misthauses (ca. 1990)

1963 erwarb Ginzel für 350 Tschechoslowakische Kronen sein neues Domizil. Dieses urige Misthaus befindet sich in Jizerka (Klein Iser), einem Ortsteil von Kořenov, dem höchstgelegenen Ort des Isergebirges. Wenn Gustav Ginzel nicht auf Reisen war, empfing er dort gern Tagesbesucher und übernachtende Hausgäste mit seinen legendären Hausführungen. Ginzel sammelte in seinem Haus allerlei Schilder, Bücher, Zeitschriften, Kuriositäten. Seine populärwissenschaftlichen Lichtbildervorträge über seine Heimat, die Flora und Fauna des Isergebirges, und insbesondere die Expeditionen waren bei DDR-Bürgern, denen diese Weltreisemöglichkeiten verwehrt waren, beliebt.
Aufgrund seiner Popularität erlebte Jizerka einen starken Besucherandrang, der jedoch in erster Linie Ginzel und dem Misthaus galt. Im Jahre 1981 musste Gustav Ginzel mehrere Monate in Haft verbringen, da Neider aus seinem Ort ihn bei der tschechoslowakischen Staatssicherheit denunziert hatten.
Zahlreiche Reiseveranstalter wählten das Misthaus als Ziel für Tagesreisen. Nach dem Fall der Mauer sank die Besucherzahl deutlich.

### Lebensende
Seit 2000 war die Gesundheit Gustav Ginzels zunehmend eingeschränkt; das Misthaus war für den öffentlichen Besucherverkehr geschlossen. Gustav Ginzel lebte fortan bei seiner Schwester in Kempten (Allgäu). Sein als Verwalter des Misthauses agierender Bruder Wolfgang Ginzel starb im Frühjahr 2004.
Am 28. November 2008 verstarb Ginzel im Alter von 76 Jahren im Allgäu. Er blieb Zeit seines Lebens unverheiratet und hinterließ keine Kinder. Seine letzte Ruhestätte fand Ginzel im März 2009 auf dem Friedhof des Liberecer Stadtteils Rudolfov. Am 31. Mai 2009 fand auf dem Bergsteigerfriedhof in Hrubá Skála eine öffentliche Trauerfeier mit zahlreichen Gästen aus Tschechien, Deutschland und dem übrigen Europa statt. Auf der protestantischen Messe wurden Trauerreden in verschiedenen Sprachen gehalten, die deutsche Rede trug der sächsische Politiker Heinz Eggert vor.

## Gesellschaftspolitisches Wirken
Ginzel engagierte sich seit den 1960er Jahren stark für Maßnahmen des Umweltschutzes. Er machte insbesondere auf das durch die Rauchgase der Braunkohlekraftwerke verursachte verheerende Waldsterben auf den Kämmen des Isergebirges aufmerksam und betreute eine meteorologische Umweltmessstation des hydrometeorologischen Dienstes der ČSSR, deren Klima- und Schwefeloxidwerte in Prag ausgewertet wurden. Ebenso wirkte er an der Restaurierung des ehemaligen Herrenhauses der Glasmacherfamilie Riedel in Jizerka sowie an der Nutzung des ehemaligen Schulgebäudes als Außenstelle des Isergebirgsmuseums Liberec mit.
Wegen seiner Kontakte zu Persönlichkeiten der Opposition in der ČSSR und DDR, die sich oft bei ihm trafen, wurde Gustav Ginzel sowohl von der Staatssicherheit der DDR als auch von tschechoslowakischen Behörden überwacht und erhielt zeitweilig Reiseverbot.